# Винзилинское муниципальное образование
Винзилинское муниципальное образование — сельское поселение в Тюменском районе Тюменской области Российской Федерации.
Административный центр — рабочий посёлок Винзили.

## История
Статус и границы сельского поселения  как муниципального образования посёлок Винзили (с единственным населённым пунктом в его составе) были установлены Законом Тюменской области от 5 ноября 2004 года № 263 «Об установлении границ муниципальных образований Тюменской области и наделении их статусом муниципального района, городского округа и сельского поселения».
19 апреля 2019 года к муниципальному образованию посёлок Винзили было присоединено Нижнепышминское МО и образовано новое МО под названием Винзилинское муниципальное образование.

## Население
| 2009    | 2010    | 2011    | 2012    | 2013    | 2014    | 2015    |
| ------- | ------- | ------- | ------- | ------- | ------- | ------- |
| 12 739  | ↘12 320 | ↗12 330 | ↗12 535 | ↗12 694 | ↗12 892 | ↗13 037 |
| 2016    | 2017    | 2018    | 2019    | 2020    | 2021    |         |
| ↗13 167 | ↘12 989 | ↘12 920 | ↗13 042 | ↗14 486 | ↘14 468 |         |

## Состав сельского поселения
| № | Населённый пункт | Тип населённого пункта                  | Население |
| - | ---------------- | --------------------------------------- | --------- |
| 1 | Винзили          | рабочий посёлок, административный центр | ↗14 103   |
| 2 | Аманадское       | село                                    | 150       |
| 3 | Богандинское     | село                                    | ↗465      |
| 4 | Железный Перебор | деревня                                 | ↗305      |
| 5 | Марай            | деревня                                 | 226       |
| 6 | Пышминка         | деревня                                 | 339       |